# Fillière
Fillière – gmina we Francji, w regionie Owernia-Rodan-Alpy, w departamencie Górna Sabaudia. W 2013 roku liczba ludności wynosiła 8914 mieszkańców.
Gmina została utworzona 1 stycznia 2017 roku z połączenia pięciu ówczesnych gmin: Aviernoz, Évires, Les Ollières, Saint-Martin-Bellevue oraz Thorens-Glières. Siedzibą gminy została miejscowość Thorens-Glières.